# لفافة صدرية
اللفافة الصدرية هي لفافة رقيقة  تغطي سطح العضلة الصدرية الكبرى.

## وصلات خارجية
- صور تشريحية:04:05-0100 في مركز داونستيت الطبي التابع لجامعة نيويورك - "Pectoral Region: Reflect Pectoralis Major Muscle"